# マリーナ

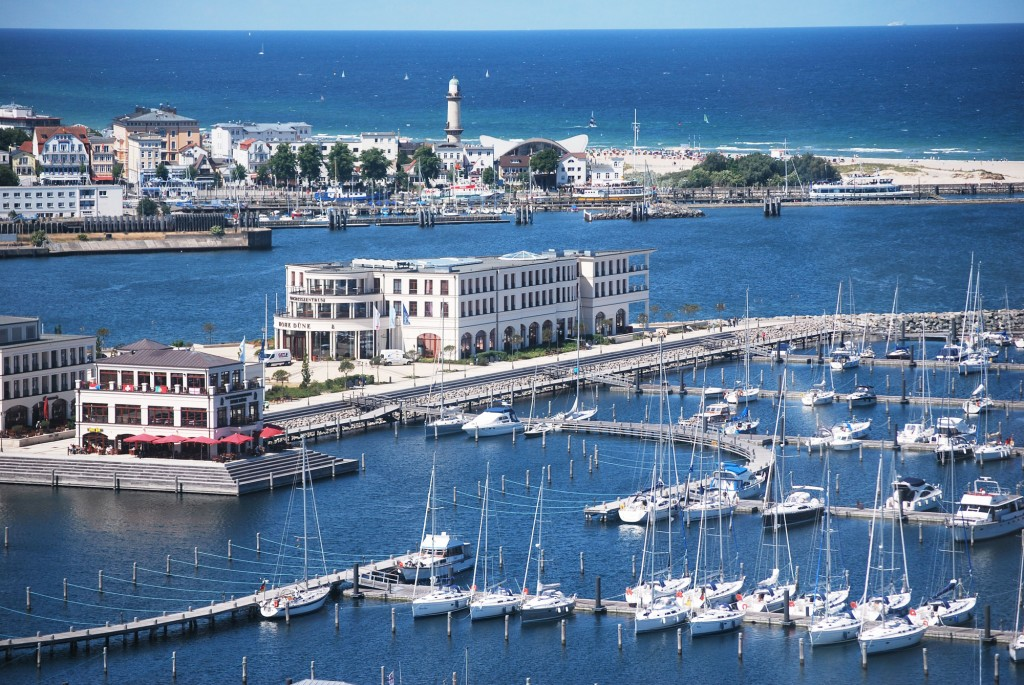
ロストックのヨットクラブ『Hohe Düne』

マリーナ（英: marina）は、ヨット、モーターボートなどのプレジャーボート類を係留・保管する機能を持つ港湾施設である。ヨットに特化したマリーナは、ヨットハーバー（英: yacht harbor）とも呼ばれる。マリーナは、スペイン語の [maˈɾina]、 ポルトガル語の [mɐˈɾinɐ]、イタリア語の [maˈriːna] など、「海に関するもの」の語に由来するが、語彙としては海洋のものに限らず、湖や河川、運河といった内陸部の埠頭や波止場にも広く用いられる。
基本的にレジャー用の船（プレジャーボート）のみを対象とした産業用でないものの施設であり、漁船が利用する「漁港」や、旅客船・貨物船などの商船が利用する「商港」とは異なる。
ただし、後述するように、日本においては水産庁主導で、「漁港」の一部を「マリーナ」として活用する「フィッシャリーナ」（fisharina）という概念・利用形態も広められている。

## 概要

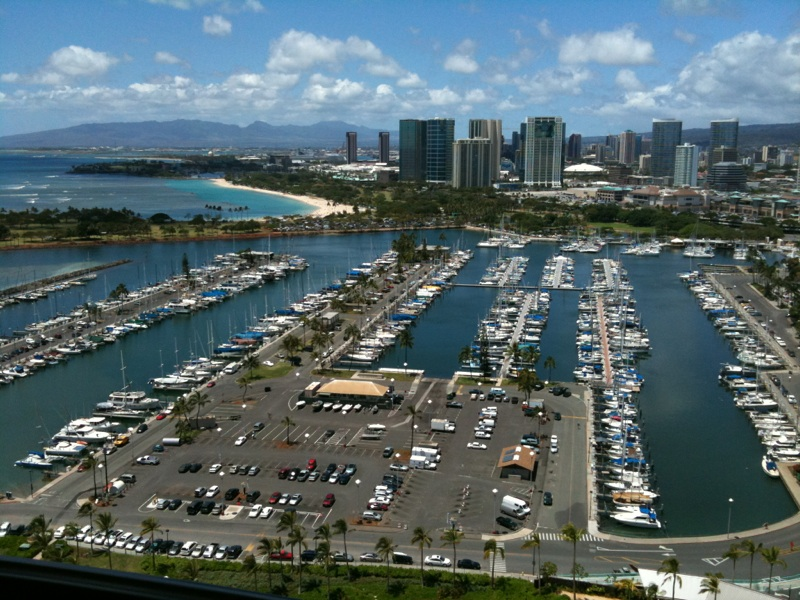
ワイキキの『アラワイ・ハーバー』

マリーナは、港を中心とした様々な施設の集合体である。係留桟橋、防波堤・消波堤、ドック、休憩・宿泊施設の他、プールやクラブハウスなどの娯楽施設も設けられる。オリンピックセーリング競技やボートショーの会場としても利用される。小型船舶操縦免許証取得のための講習や、救難とその指導、気象・海象の解析とその情報提供も行う。
多くは航海の途中の「ビジター」が自由に立ち寄れる「ビジターバース」（visitor berth）を備えているが、クラブ専用の会員制マリーナも存在する。日本では第三セクター方式での運営が多い。

## 日本独自の取り組み
日本では、国土交通省（運輸局・海事振興部・船舶産業課）主導で「海の駅」の整備が、水産庁（漁港漁場整備部・計画課）主導で「フィッシャリーナ」（fisharina）の整備が、それぞれ進められている  。
船を保管する場所が少ない小規模な一部のマリーナでは不法な長期係留が常態化しており、津波で流された船が被害を引き起こした例もあることから、地上で保管する施設の整備が行われている。

### 海の駅
「海の駅」とは、施設・サービス・地域連携などが整っているマリーナに対して、国土交通省の地方運輸局および海の駅ネットワーク設置認定委員会で認定・登録を行なっていく制度である。
「道の駅」の海版であり、中には「道の駅」と「海の駅」を兼ね備えた施設もある。

### フィッシャリーナ
「フィッシャリーナ」（fisharina）とは、水産庁によって推進されている、漁港の一部をマリーナとして利用・活用する複合施設のこと。
「フィッシャリーナ」（fisharina）という言葉は水産庁による造語であり、意味からすれば「fishing port (漁港) + marina (マリーナ)」の混成語のように思えるが、水産庁の説明では「fish (魚) + arina (アリーナ/劇場)」の合成語とされている。
「海の駅」と同じように、フィッシャリーナ認定委員会による認定制度があり、水産庁と国土交通省の連携により、認定されたフィッシャリーナは「海の駅」の認定・登録の支援もある。
フィッシャリーナとは別にプレジャーボートの係留を認めている漁港もあるが、漁業者とのトラブルも発生している。

## 日本の主な施設

### 北海道地方
- 余市フィッシャリーナ（余市町）
- 豊浦フィッシャリーナ（豊浦町）
- 小樽港マリーナ（小樽市）
- 小樽市祝津ヨットハウス（小樽市）
- 銭函ヨットハーバー（小樽市）
- 勇払マリーナ（苫小牧市）
- エンルムマリーナ室蘭（室蘭市）
- 江差港マリーナ（江差町）

### 東北地方
- 青森マリーナ（青森県）
- 浅虫ヨットハーバー（青森県）
- 青森セーリングクラブ（青森県）
- 十和田湖マリーナ（青森県）
- 種市フィッシャリーナ（岩手県）
- 互洋大船渡マリーナ（岩手県）
- リアスハーバー宮古（岩手県）
- 秋田マリーナ（秋田県）
- 男鹿マリーナ（秋田県）
- 本荘マリーナ（秋田県）
- 東北マリン浜田マリーナ（宮城県）
- 宮城ボートマリーナ（宮城県）
- 花渕浜小浜ヨットハーバー（宮城県）
- 松島ヨットハーバー（宮城県）
- 閖上ヨットハーバー（宮城県）
- 鼠ヶ関マリーナ（山形県）
- 磐梯マリーン松川浦支店（福島県）
- いわきサンマリーナ（福島県）
- 翁島港マリーナ（福島県、猪苗代湖）
- 中田浜マリーナ（福島県、猪苗代湖）
- 桧原湖マリーナ（福島県）

### 関東地方
- 大洗マリーナ（茨城県）
- ラクスマリーナ（茨城県）
- フィッシャリーナ鴨川（千葉県）
- フィッシャリーナ保田（千葉県）
- 銚子マリーナ（千葉県）
- 木更津マリーナ（千葉県）
- 東京湾マリーナ（東京都）
- 東京夢の島マリーナ（東京都）
- みうら宮川フィッシャリーナ（神奈川県）
- 平塚フィッシャリーナ（神奈川県）
- 横浜ベイサイドマリーナ（神奈川県）
- 油壺京急マリーナ（神奈川県）
- 葉山マリーナ（神奈川県）
- 逗子マリーナ（神奈川県）
- 油壺ヨットハーバー（三崎マリン、神奈川県）
- 江ノ島ヨットハーバー（神奈川県）

### 中部地方
- 柏崎マリーナ（新潟県）
- 滝港マリーナ（石川県）
- 石田フィッシャリーナ（富山県）
- 水橋フィッシャリーナ（富山県）
- 富山県新湊マリーナ（富山県）
- うみんぴあ大飯マリーナ（福井県）
- レインボーマリン（福井県）
- 野尻湖マリーナ（長野県）
- 山中湖マリーナ（山梨県）
- 山中湖ヨットハーバー（山梨県）
- 用宗フィッシャリーナ（静岡県）
- スパマリーナ熱海（静岡県）
- 伊東サンライズマリーナ（静岡県）
- 富士山羽衣マリーナ（静岡県）
- 富士マリーナ（静岡県）
- 大東マリーナ（静岡県）
- ヤマハマリーナ浜名湖（静岡県）
- スズキマリーナ浜名湖（静岡県）
- 浜名湖総合環境財団 公共マリーナ(8ヶ所[9])（静岡県）
- 新居マリーナ（静岡県）
- 鬼崎フィッシャリーナ（愛知県）
- ラグナマリーナ（愛知県）
- マリーナ東海（愛知県）
- 高浜マリーナ（愛知県）
- マリーナりんくう（愛知県）
- 海陽ヨットハーバー（愛知県）

### 近畿地方
- 伊勢湾マリーナ（三重県）
- マリーナ河芸（三重県）
- 津ヨットハーバー（三重県）
- 志摩ヨットハーバー（三重県）
- 大津港マリーナ（滋賀県）
- マリーナ雄琴（滋賀県）
- 舞鶴セントラルマリーナ（京都府）
- アオイマリーナ（京都府）
- 田井宮津ヨットハーバー（京都府）
- 大阪北港マリーナ（大阪府）
- 二色ハーバー（大阪府）
- 淡輪ヨットハーバー（大阪府）
- フィッシャリーナ那智（和歌山県）
- 和歌浦フィッシャリーナ（和歌山県）
- 和歌山マリーナ（和歌山県）
- 神戸フィッシャリーナ（兵庫県）
- ベルポート芦屋（兵庫県）
- 芦屋マリーナ（兵庫県）
- 新西宮ヨットハーバー（兵庫県）
- 神戸市立須磨ヨットハーバー（兵庫県）
- 木場ヨットハーバー（兵庫県）

### 中国地方
- 宮浦マリーナ（岡山県）
- 牛窓ヨットハーバー（岡山県）
- 内海フィッシャリーナ（広島県）
- 五日市漁港フィッシャリーナ（五日市メープルマリーナ、広島県）
- ベラビスタマリーナ（広島県）
- ボートパーク広島（広島県）
- 広島観音マリーナ（広島県）
- フィッシャリーナ小島（山口県）
- フィッシャリーナむろつ（山口県）
- マリーナ萩（山口県）
- 宇部マリーナ（山口県）

### 四国地方
- ケンチョピア（徳島県）
- 志度マリーナ（香川県）
- 屋島マリーナ（香川県）
- マリーナペラガス（香川県）
- 瀬戸マリーナ（香川県）
- 仁尾マリーナ（香川県）
- 新居浜マリーナ（愛媛県）
- 太平洋マリン（高知県）
- 香南市ポートマリーナ（高知県）

### 九州・沖縄地方
- 脇田漁港フィッシャリーナ（福岡県）
- 新門司マリーナ（福岡県）
- 海の中道マリーナ（福岡県）
- 西福岡マリーナマリノア（福岡県）
- 小戸ヨットハーバー（福岡市ヨットハーバー、福岡県）
- マリンピアむさし（大分県）
- 富城ヨットハーバー（別府港北浜ヨットハーバー、大分県）
- いまりマリーナ（佐賀県）
- フィッシャリーナ宇久（長崎県）
- ハウステンボスマリーナ（長崎県）
- 長崎サンセットマリーナ（長崎県）
- フィッシャリーナ天草（熊本県）
- 宇土マリーナ（熊本県）
- 浦城マリーナ（宮崎県）
- サンマリーナ宮崎（宮崎県）
- 串木野フィッシャリーナ（鹿児島県）
- 池田湖マリーナWARNA（鹿児島県）
- 久米島町フィッシャリーナ（泊フィッシャリーナ 、沖縄県）
- 糸満フィッシャリーナ（沖縄県）
- 宜野湾港マリーナ（沖縄県）
- 与那原マリーナ（沖縄県）

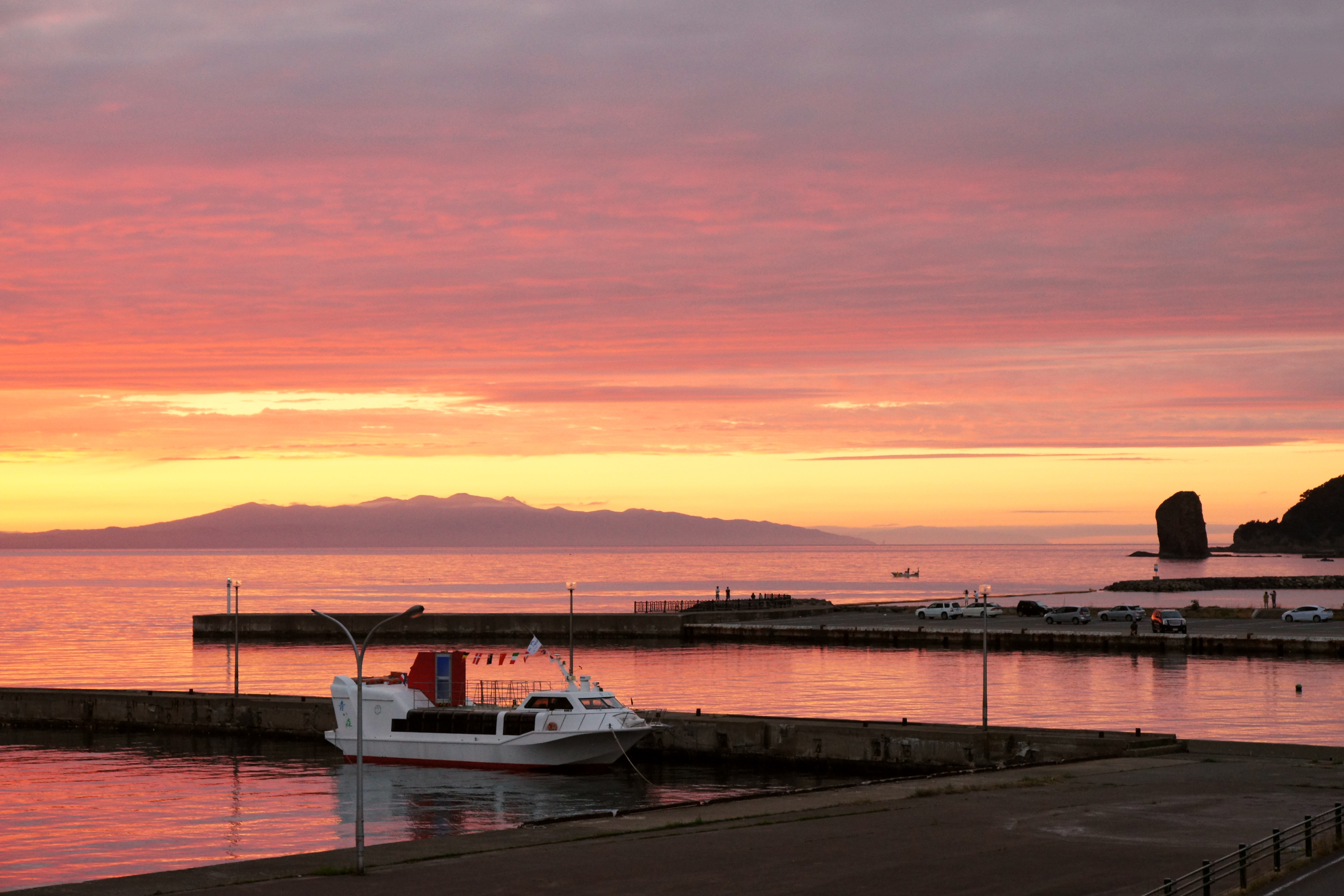
浅虫ヨットハーバー
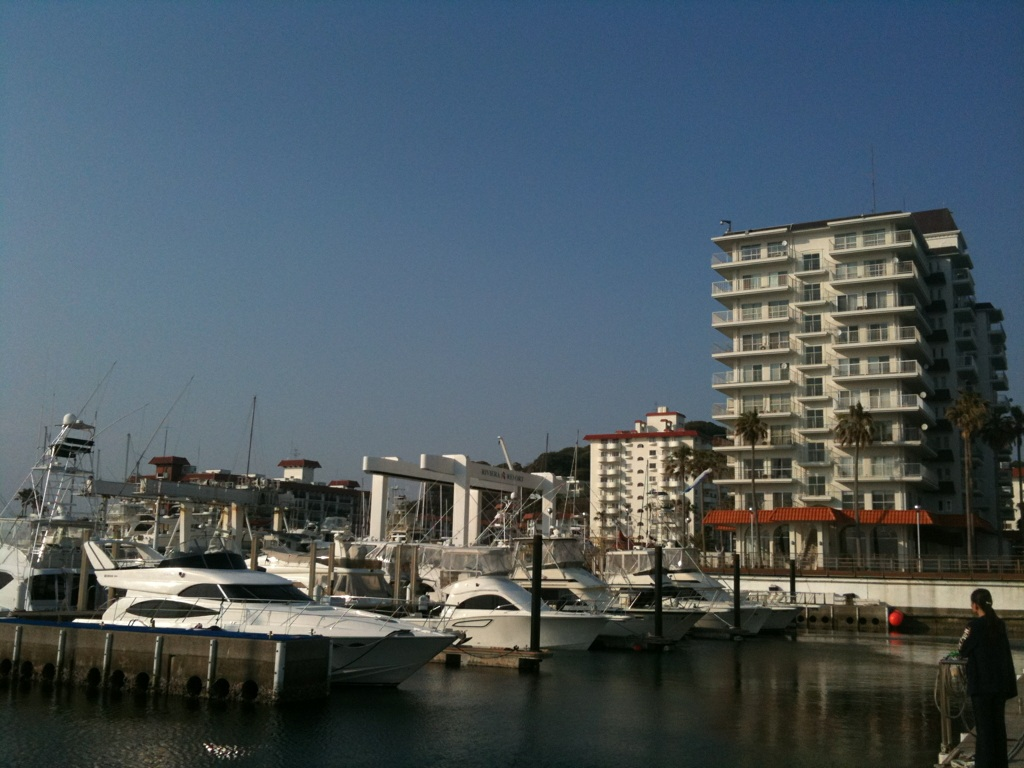
逗子マリーナ
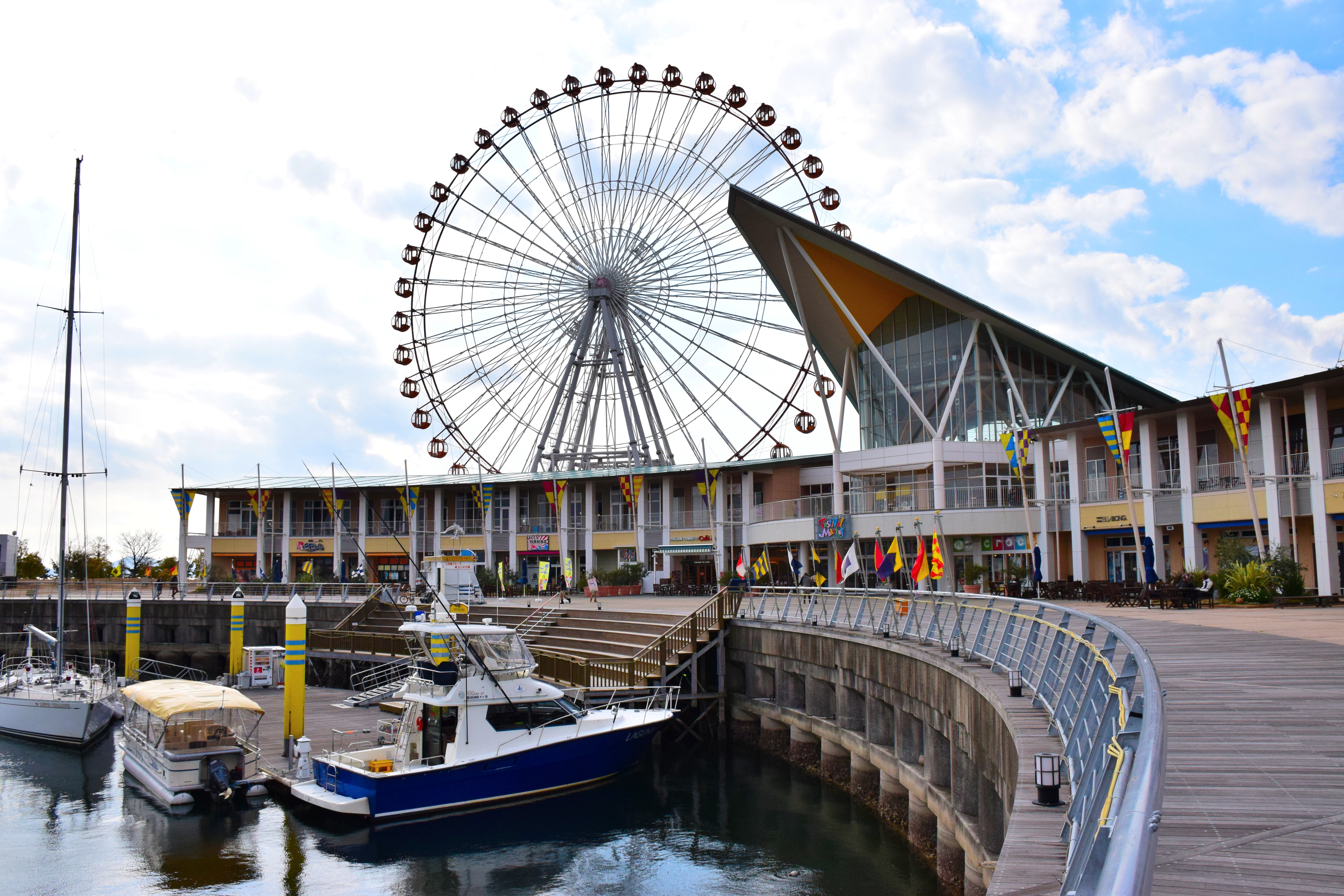
ラグナマリーナ
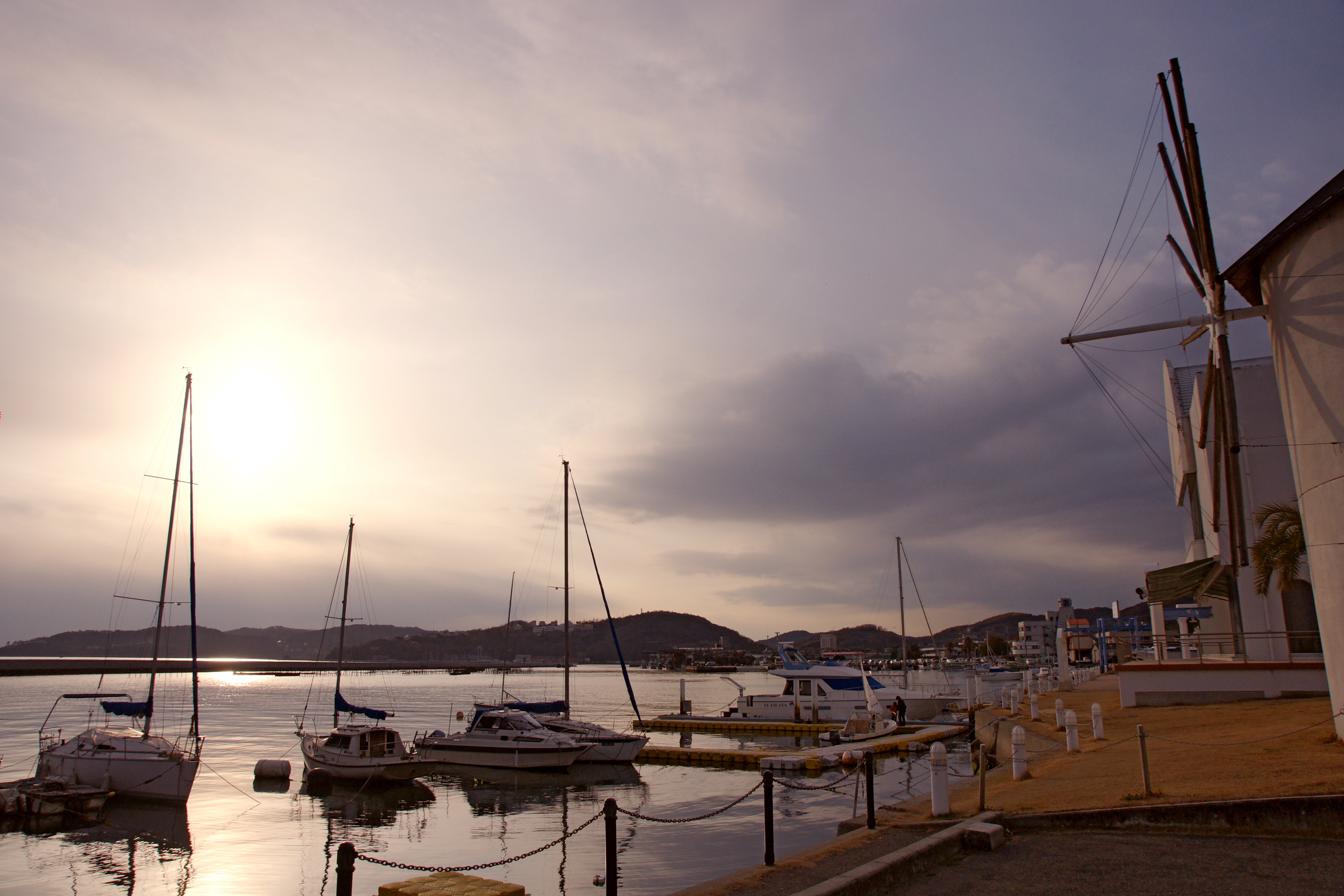
牛窓ヨットハーバー
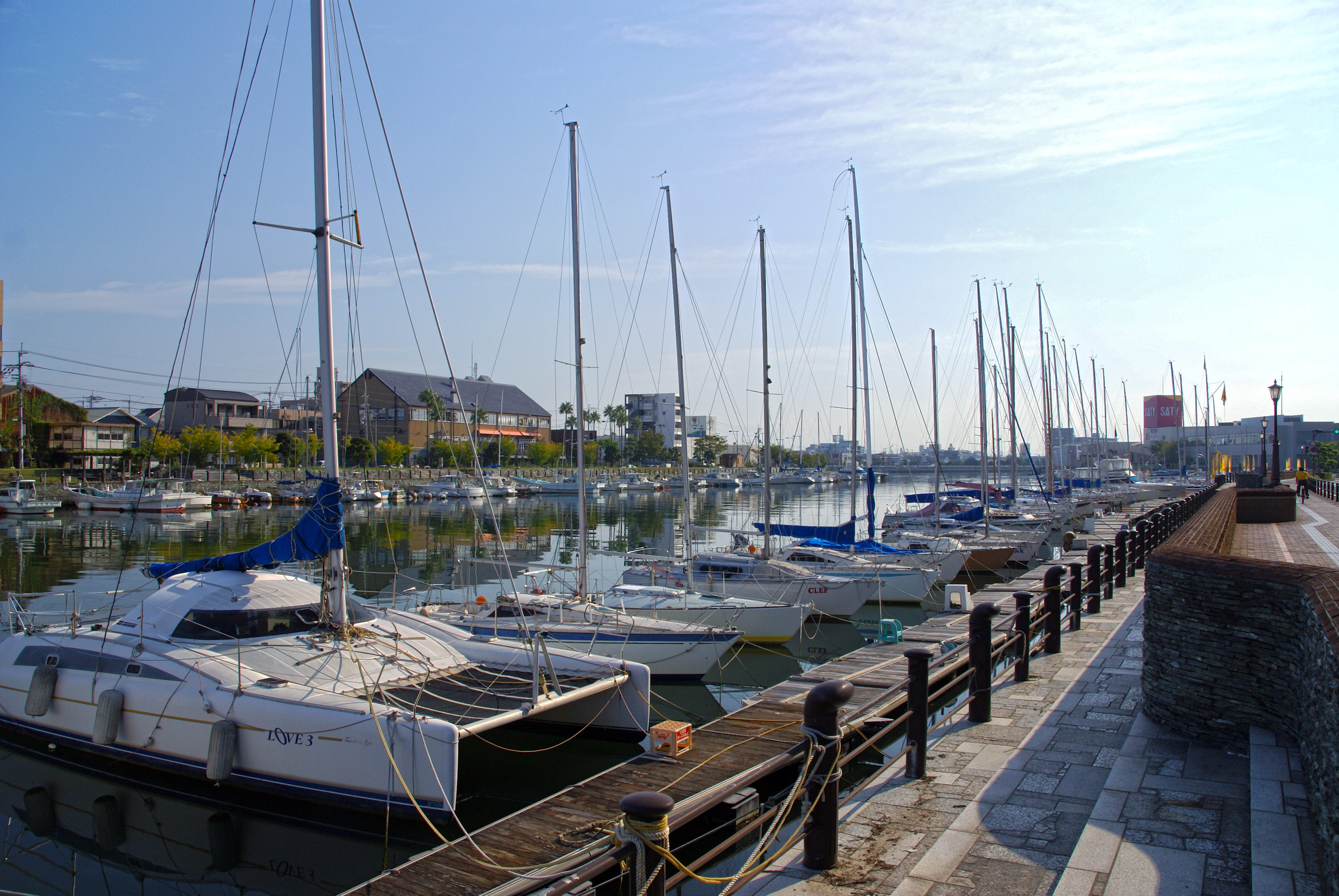
ケンチョピア
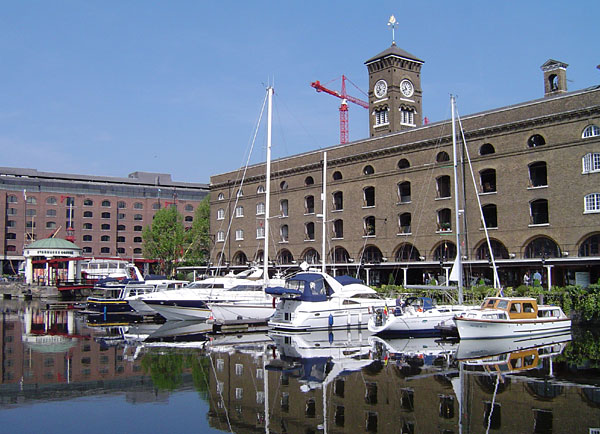
セント・キャサリン・ドックス

## 世界の主な施設
- バークレー・マリーナ（アメリカ合衆国、バークレー）
- マリナ・デル・レイ（アメリカ合衆国、カリフォルニア州）
- アラワイ・ハーバー（Ala Wai Harbor）、ホノコハウ港（アメリカ合衆国、ハワイ州）
- ベロウラ・ウォーターズ・マリーナ（オーストラリア、シドニー）
- セント・キャサリン・ドックス（イギリス、テムズ川）